# Église Madonna dell'Archetto
L'église Madonna dell'Archetto (en italien Cappella della Madonna dell'Archetto, le nom officiel étant chiesa di Santa Maria Causa Nostrae Laetitiae) est un oratoire situé dans le rione Trevi à Rome.

## Historique
Cette chapelle a été construite au XIXe siècle afin de conserver une antique image de la vierge  Marie qui était vénérée sous une arcade de ruelle près du palais Muti. La ruelle fermée, le marquis Muti Savorelli Papazzurri y fit construire une petite chapelle où fut déposée l'image peinte sur pierre majolique en 1690, œuvre du peintre bolonais Domenico Maria Muratori. L’édifice fut inauguré le 31 mai 1851.

## Description
La chapelle de style néo-renaissance, riche de marbres et métaux précieux est l'œuvre de l'architecte Virginio Vespignani.
Elle conserve des peintures de Constantino Brumidi, à qui l'on doit la décoration à fresque du Capitole de Washington.
Au-dessus de l'autel, se trouve le retable de la Madonna causa nostrae letitiae. Des nombreux témoins auraient vu tourner les yeux de la Vierge à plusieurs reprises le 9 juillet 1796.

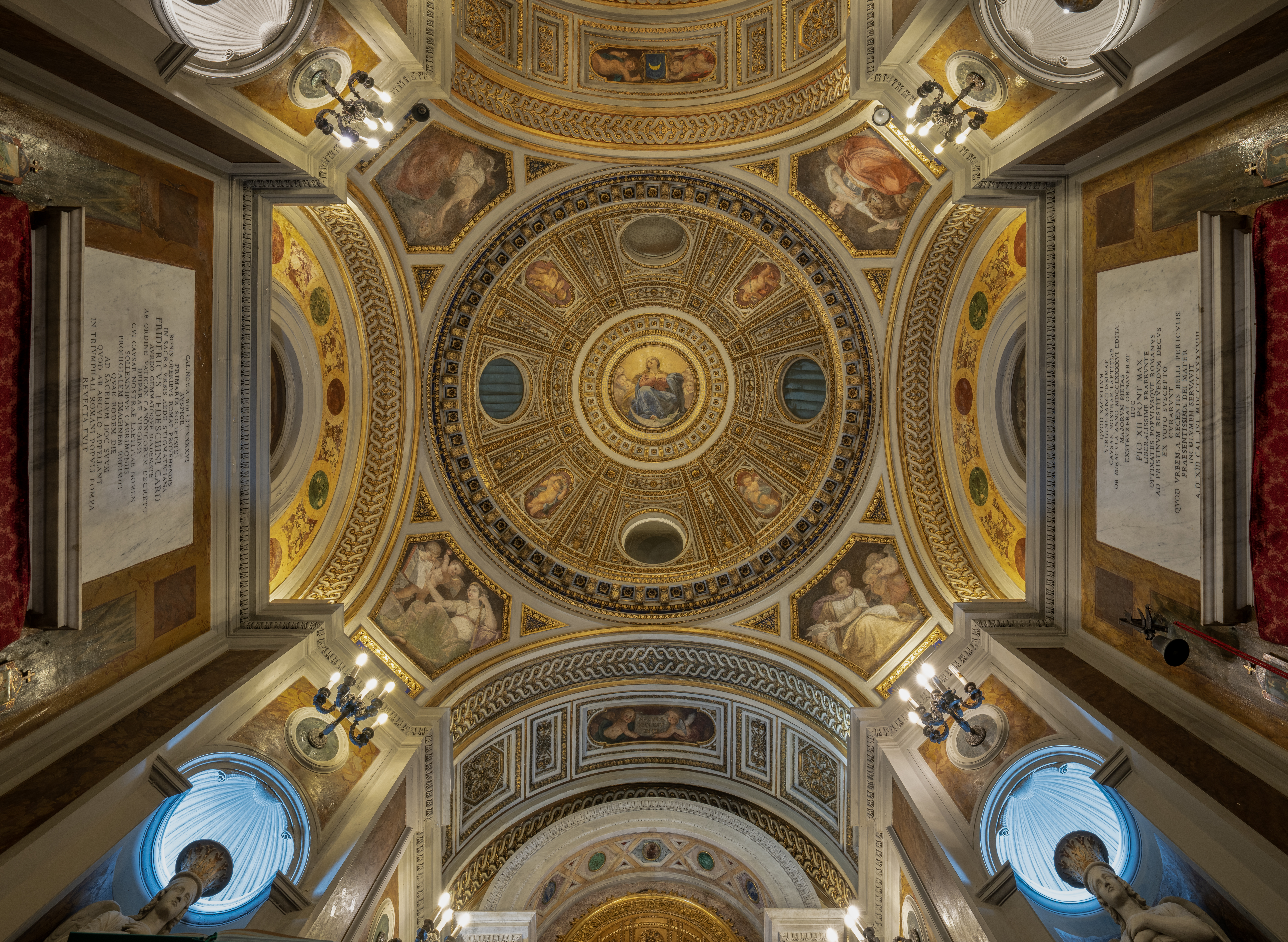
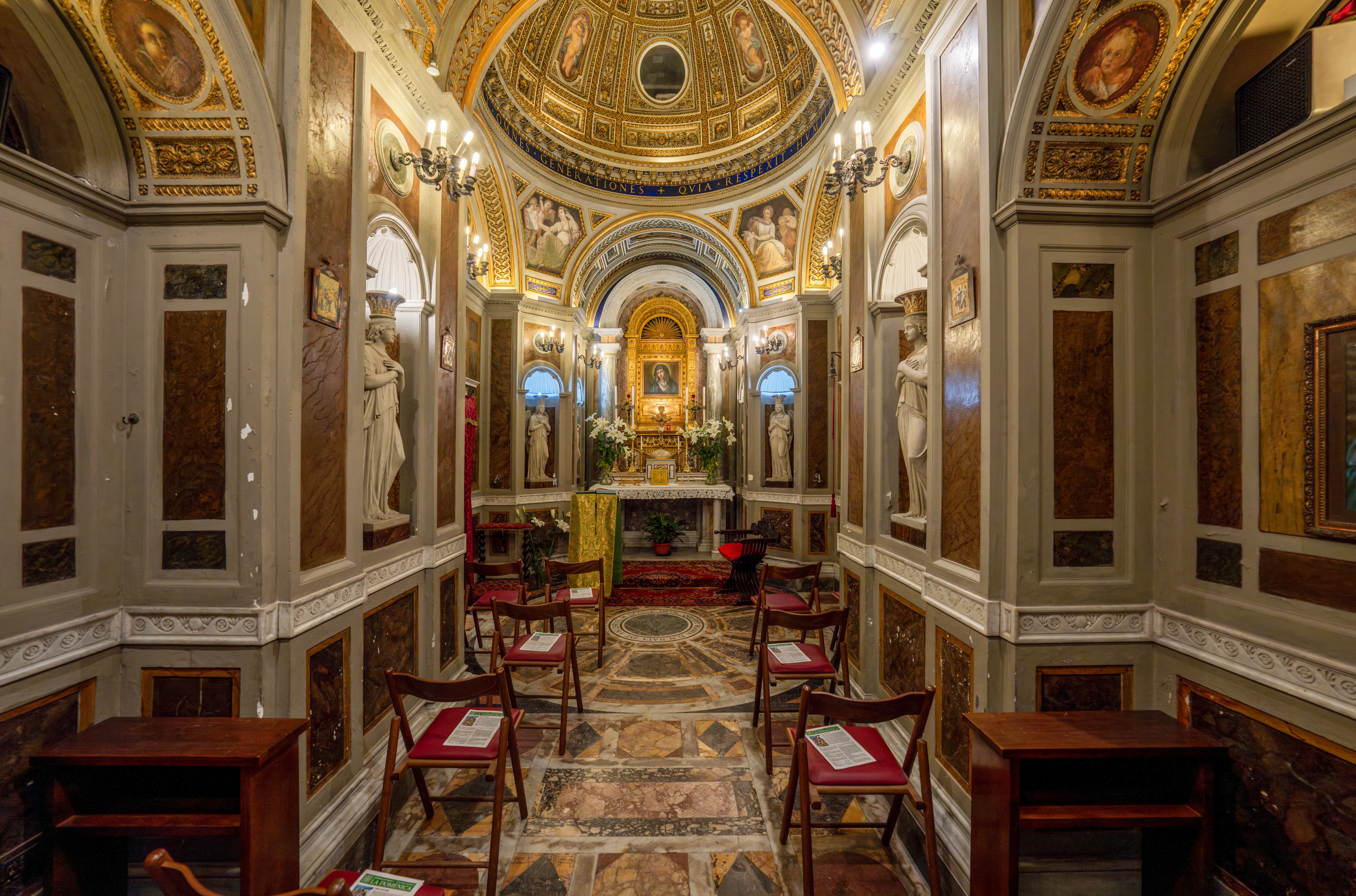
Intérieur de l'oratoire
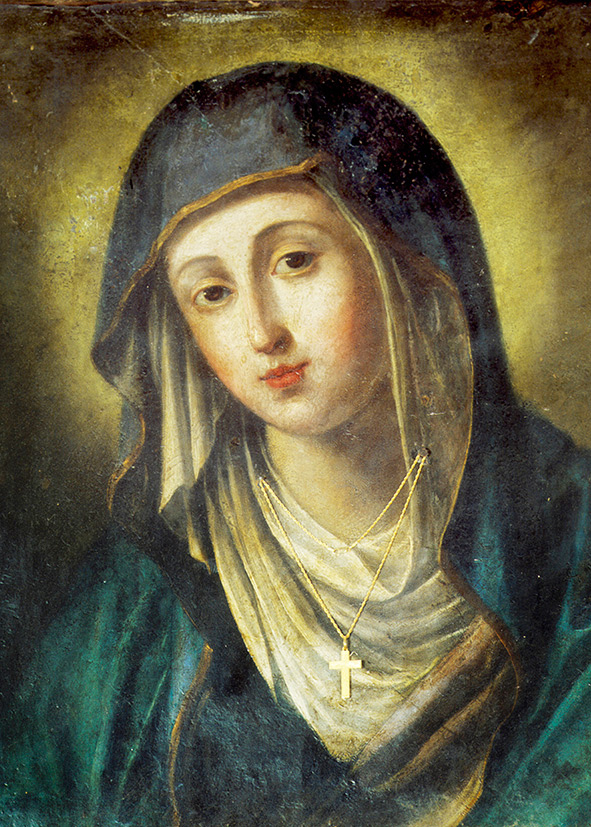
Madonna dell'Archetto